# Schulsystem im Vereinigten Königreich

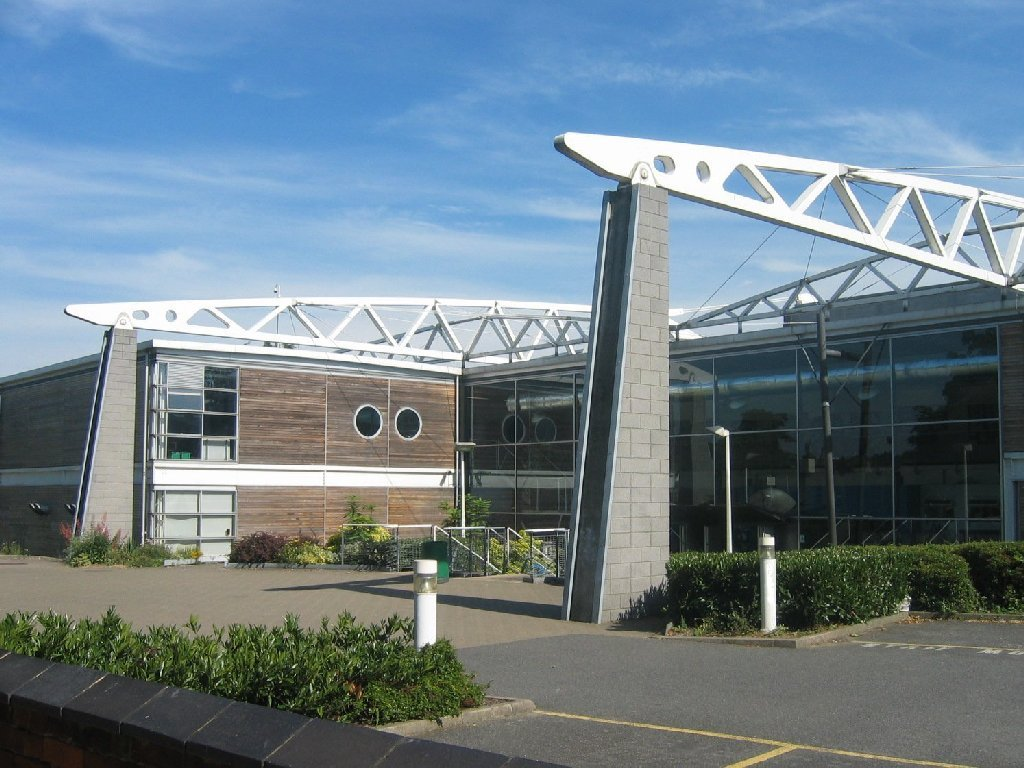
BRIT School in London, spezielle Berufsschule für darstellende Künste

Das Schulsystem im Vereinigten Königreich besteht seit der Devolution 1998 aus vier verschiedenen Untersystemen. So findet man in Schottland, Wales, Nordirland und England jeweils eigenständige Schulsysteme, die ähnlich sind, deren Inhalte und Strukturen aber durch regionale Behörden bestimmt werden. Die Verantwortung in Schottland liegt beim Scottish Executive Education Department (SEED), für Nordirland hat diese Aufgabe das Department of Education (DENI) und für Wales das Department for Education and Skills (DfES), während für England das zentrale Londoner Bildungsministerium zuständig ist.

## Schulformen
Im Vereinigten Königreich von Großbritannien und Nordirland besuchen die meisten Schüler, welche die Primary School (vergleichbar der deutschen Grundschule) abgeschlossen haben, die sogenannte Comprehensive School (vergleichbar der deutschen Gesamtschule).
Man kann sich jedoch auch noch zwischen Grammar School und den Independent Schools bzw. Public Schools (in Deutschland vergleichbar mit einer Privatschule) entscheiden. Daneben existieren noch Academy Schools, City Technology Colleges u.a.m. Private, schulgeldpflichtige Schulen werden von 7 % der Schüler besucht. Es gibt noch special schools (Förderschule) sowie Pupils Referral Units für besondere Schüler mit gesundheitlichen und Verhaltensbesonderheiten.
Bei der PISA-Schulstudie hat das Vereinigte Königreich im Primarbereich ganz gut, im Sekundarbereich unter dem OECD-Durchschnitt abgeschnitten. Inzwischen erreicht ein Anteil von über 40 % eines Jahrgangs ein Studium, in Schottland noch mehr. Die britischen Universitäten haben ein Auswahlrecht bei der Aufnahme, wodurch sich stark und international erfolgreich ihre Qualität definiert.
Bis zur Hochschulreife muss ein britischer Schüler 14 Schuljahre durchlaufen, begonnen mit der „Reception“-Klasse der Infant School im Alter von 4 Jahren. Es gilt eine Schulpflicht ab dem 5. Geburtstag. Das Schulsystem ist in die folgenden Abschnitte und Schularten gegliedert:
- Key Stage 1: Primary School/Infant School (Vorschule) für Schüler der Altersgruppen 4–7 (Reception, Year 1, Year 2);
- Key Stage 2: Primary School/Junior School (Grundschule) für Schüler der Altersgruppen 7–11 (Year 3 bis Year 6);
- Key Stage 3+4: Secondary School/High School/Comprehensive School (Gesamtschule) für Schüler der Altersgruppen 11–16 (Year 7 bis zu GCSE-Prüfungen in Year 11);
- Key Stage 5: Sixth Form oder Further Education Colleges (Oberstufe oder Berufsschulen) für Schüler der Altersgruppen 16–18 (Year 12 bis zu A-Level-Prüfungen oder BTEC-Qualifikation in Year 13)

Das Schuljahr gliedert sich in drei Trimester, die als Terms bezeichnet werden. Die Ferien werden in der Regel von den Schulen nicht selbst festgelegt. Private Schulen verfügen über längere Ferienzeiten als die staatlichen Schulen. Im Herbst gibt es den Autumn Half Term in der Mitte des Autumn Terms, dann folgen um Weihnachten und Neujahr die Christmas Holidays, etwa im Februar ist der Spring Half Term (Spring Term), um Ostern die Easter Holidays, denen im Mai der Summer Half Term (Summer Term) folgen. Je nach Schule beginnen dann Anfang oder Mitte Juli die Summer Holidays, die etwa sechs Wochen dauern.
Das Wiederholen einer Klassenstufe ist im Vereinigten Königreich nicht möglich. Die belegten Kurse werden entweder mit „bestanden“ oder „nicht bestanden“ zensiert und im Zeugnis dokumentiert. Konsequenzen können hierbei sein, dass im folgenden Jahr ein Kurs, der auf einen nicht bestandenen Kurs aufbaut, nicht belegt werden kann.
Laut BBC-Angaben besuchen in Großbritannien etwa 160.000 Kinder keine Schule, sondern bekommen Hausunterricht (Homeschooling), weit mehr als in Deutschland.
Die Bertelsmann Stiftung kritisiert, das britische Bildungssystem zeichne sich durch die Unterstellung aus, dass berufliche im Vergleich zu allgemeinbildenden Qualifikationen „minderwertig“ seien. Eine Gleichstellung der beruflichen und der hochschulischen Bildung sei lange Zeit nie gezielt verfolgt worden. Demzufolge sei erst 2015 eine Unterrichtspflicht für 16- und 17-Jährige eingeführt worden. Dieser Pflicht können Schüler in England auch durch den Besuch eines Further Education College nachkommen, das auch noch Heranwachsende im Alter von 18 bis 20 Jahren besuchen können, da diese Colleges zu einer „höheren Berufsbildung“ führen sollen.
Siehe auch Britische Universitäten.

## Geschichte

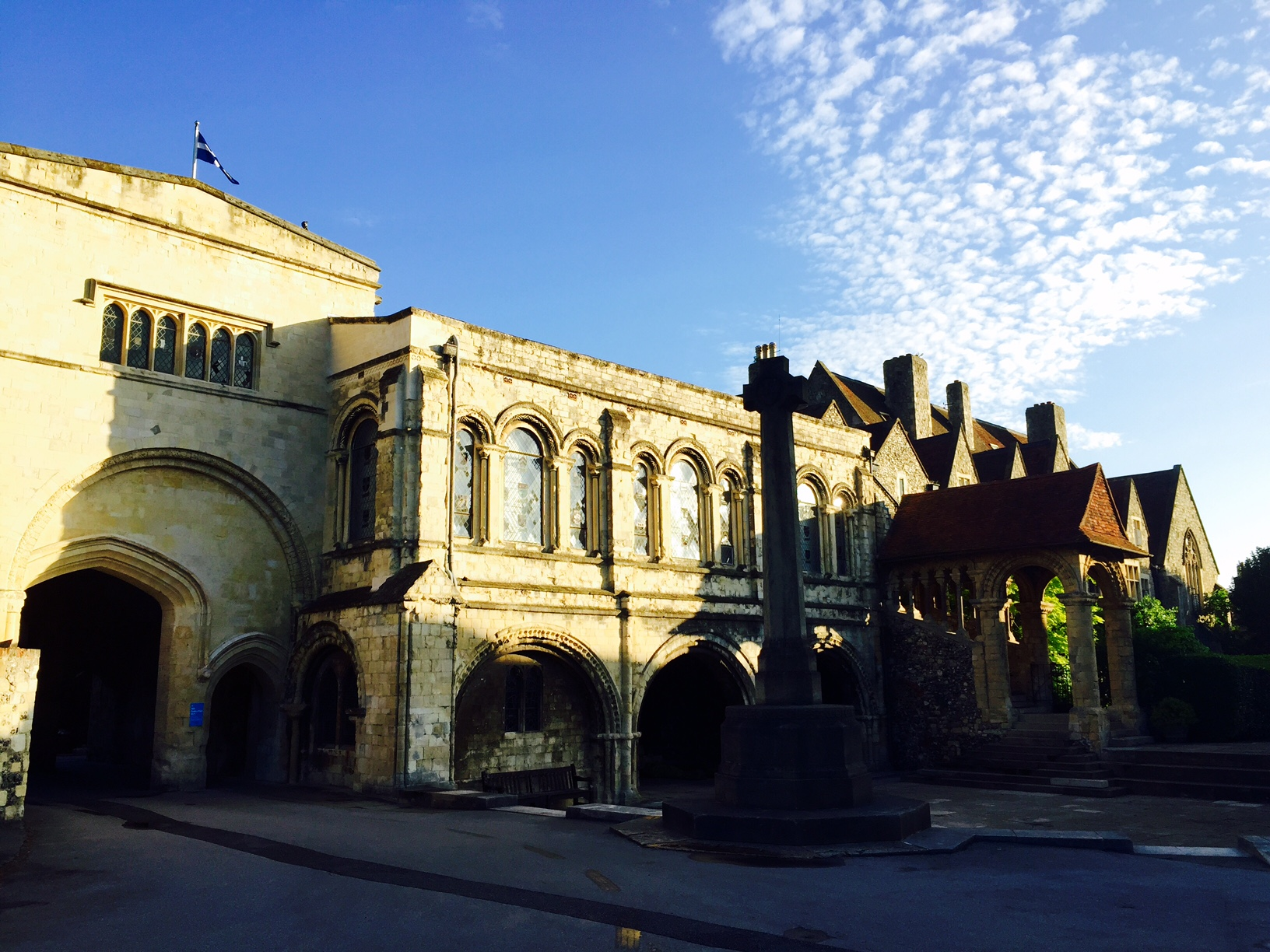
Älteste Schule der Welt in Canterbury: The King’s School (597)

### England und Wales
Wie überall in Westeuropa war die Bildung im Mittelalter stets kirchlich und lateinisch. Unter König Æthelberht entstand 597/598 eine erste Lateinschule in Canterbury, die älteste Schule der Welt, die bis heute als King’s School (Name später von Heinrich VIII.) besteht. Augustinus von Canterbury errichtete 598 eine Bischofskirche in Canterbury, zu der eine Domschule mit Lateinunterricht und Chorausbildung gehörte (später noch St Augustine’s Abbey mit eigener Schule). Ihr folgte 604 eine weitere in der Nähe an der Rochester Cathedral. In York (634) und Lindisfarne (635) gab es wenig später ebenso Schulen.
Zu den vielen Domschulen, die bald auf den britischen Inseln bestanden, kamen ab dem 12. Jahrhundert katholische Universitäten in Oxford und Cambridge, die anfangs nur der vertieften Priesterausbildung und den adligen Söhnen zum Erwerb von Herrschaftskenntnissen dienten. Erst König Eduard VI. ließ freie Grammar Schools einrichten, die königlichen Interessen dienten. Mit der Reformation zur anglikanischen Kirche übernahmen diese die höhere Bildungsaufgabe. Für das breite Volk blieben günstigenfalls einfache Pfarrgemeindeschulen (charity schools), die vor allem das Bibellesen und Rechnen beibrachten. Die berufliche Bildung blieb noch ganz in der handwerklichen und kaufmännischen Lehre. Im Zuge der Industrialisierung gründete Robert Raikes die Sonntagsschulen.
Erst die Dissenters errichteten nach dem unterdrückenden Act of Uniformity 1662 zunächst inoffiziell eigene Akademien außerhalb der Church of England; die älteste noch bestehende ist das Bristol Baptist College (offizielle Gründung 1679). In der Toleranzakte 1689 nach der Glorious Revolution wurden sie legalisiert und boten einen moderneren Unterricht als die Grammar Schools. Der Entdecker des Sauerstoffs, Joseph Priestley, ging aus der dissenting academy von Daventry hervor. Die Gründung der London University als dritte englische Universität im frühen 19. Jahrhundert ermöglichte auch ein Studium.
Zunehmend wurde ab dem 17. Jahrhundert der Besuch von Internaten (Boarding School) für die Söhne adliger und reicher Familien üblich, so im Winchester College, Eton College und an der Rugby School, aus denen bis in die Gegenwart die britische Elite stammt (ca. 68.000 Schüler 2014). In Wales gehören heute das beim europäischen Adel beliebte Atlantic College nahe Cardiff, das Llandovery College und das Christ College in Brecon dazu. Im Vereinigten Königreich besteht seit dem 19. Jahrhundert – anders als in Deutschland – ein Dualismus von gering geschätzten staatlichen Schulen und elitären Public Schools (heute ca. 250).
Um 1800 waren um 40 % der Männer und 60 % der Frauen in England und Wales Analphabeten. Bis 1870 sanken diese Werte auf 20 % und 25 %, bis 1900 sogar auf insgesamt 3 % der Bevölkerung. Erst seit 1870 (Forster Act) wurden die Gemeinden gezwungen, über Local School Boards (Gemeindeschulräte) anstelle der karitativen kirchlichen Schulen obligatorische Elementarschulen für Kinder zwischen 5 und 10 Jahren zu errichten, für die aber noch bis 1891 Schulgeld erhoben wurde. Seit 1899 überwachte diese ein zentrales Board of Education in London als zentralistisches Gegengewicht, das erst 1944 zum Ministry of Education aufgewertet wurde. Der konservative Premier Arthur Balfour brachte gegen breiten Widerstand auch in seiner Koalitionsregierung den Education Act 1902 durch das Parlament, mit dem die vielen Local Boards auf Distriktebene durch ca. 350 Local Education Authorities (LEA) ersetzt wurden. Die angeglichene Finanzierung durch lokale Steuern für kirchliche und staatliche Primar- und Sekundarschulen, insbesondere für den Religionsunterricht, entsprach dem Interesse der Church of England und ihrer konservativen Unterstützer, nicht aber dem der (liberalen) Nonkonformisten und der Arbeiterbewegung. Trotz gegenteiliger Befürchtungen stieg in der Folge der gesellschaftlichen Modernisierung die Zahl der Sekundarschulen für Schüler über 12 Jahren bis 1914 stark an, auch der Mädchenschulen.
Der Fisher Education Act 1918 nach Herbert Fisher machte nach dem Ersten Weltkrieg Sekundarbildung bis zum 14. Lebensjahr obligatorisch, wozu eigene Sekundarschulen vom Staat zu finanzieren waren. Die meisten Kinder besuchten aber einfach weiter die Grundschulen bis zu diesem Alter. Die Klassengrößen sanken und medizinische Untersuchungen wurden verpflichtend.
Premier Churchills Allparteienregierung beschloss 1944 den Butler Education Act (nach Rab Butler), der ein Dreigliedriges Schulsystem einführte, aber noch an Aufnahmeprüfungen (Eleven plus) für die Grammar Schools festhielt. Die vorgesehene mittlere Form der Technical Schools entwickelte sich aber kaum. Die Labour-Regierung führte ab 1964 nahezu vollständig die Gesamtschule in der Sekundarstufe ein. Das nationale Ministerium wurde nun vom Secretary of state for education geleitet.

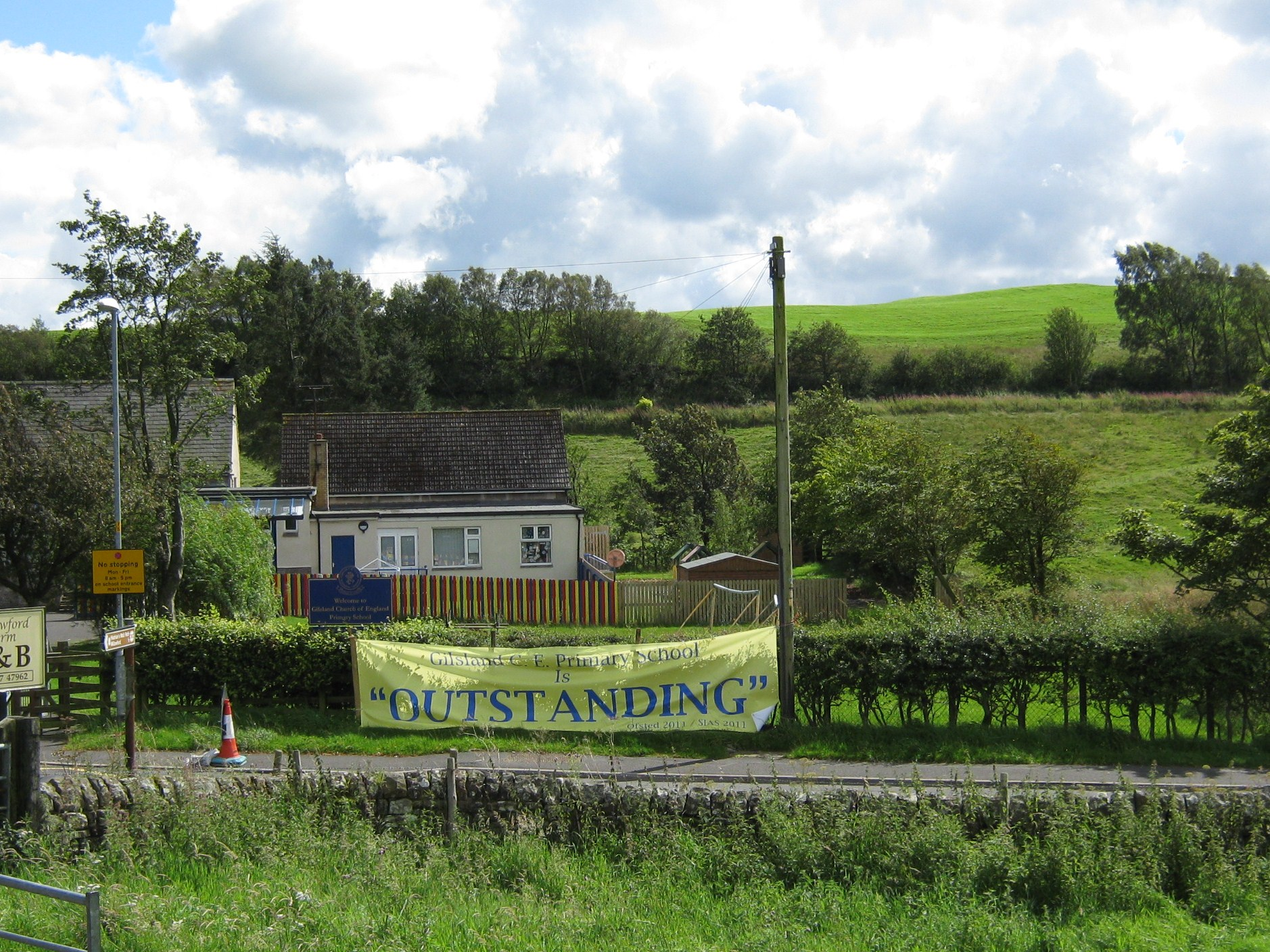
Poster an einer Dorfschule in Gilsland, mit Werbung nach der guten Ofsted Inspektion

Unter Premier Thatcher betrieben die Konservativen 1988 im Education Reform Act eine marktwirtschaftliche Ökonomisierung der Schulbildung. Sie führten gegen die von ihnen wahrgenommene lokale Willkür der LEA und häufige Qualitätsminderung eine zentralistische Steuerung sowie ein einheitliches National Curriculum ein. 1992 wurde das Office für Standards in Education (Ofsted) gegründet, das vor allem die Examina und Standardtests in bestimmten Altersstufen kontrollieren sollte. 1993 wurden die für England typischen Specialist schools (Beispiel: BRIT School) eingeführt, die keine Allgemeinbildung mehr in der Sekundarschule anstrebten, aber zu den speziellen Hochschulen hinführen. Sie durften einen Teil ihrer Schüler auswählen. Dagegen halten bis heute Schottland und Wales an der allgemeinbildenden Gesamtschule fest.
In England führte die New-Labour-Regierung ab 1997 zunehmend die academies ein, die große Freiheiten im Curriculum bekamen und durch Sponsoring unterstützt wurden (z. B. eine ganze Schulkette durch den Teppichproduzenten Philip Harris). Inzwischen (s. u.) sind fast alle Sekundarschulen (2016: 68 %) dazu umgewandelt geworden. Weitere Initiativen waren eine National Literacy Strategy und ein Schulprogramm London Challenge, um gegen die Lernschwächen in den benachteiligten Wohnbezirken vorzugehen. Der Konservative Michael Gove verlieh mehr oder weniger allen Schulen den freien Akademiestatus, verringerte die Berufsabschlussformen, auch weil er unter dem Einfluss des US-Amerikaners Eric D. Hirsch allen jungen Menschen eine akademische Bildung geben wollte, ermöglichte den Quereinstieg von Lehrkräften und stärkte die Schulleiter. Free Schools sollten die Bildung selbst in die Hand nehmen. Doch die konservative Bildungsministerin Justine Greening rückte vom Akademisierungsprogramm wieder ab und schuf neue berufsfachliche Qualifizierungen (T(echnology)-Levels).

### Schottland

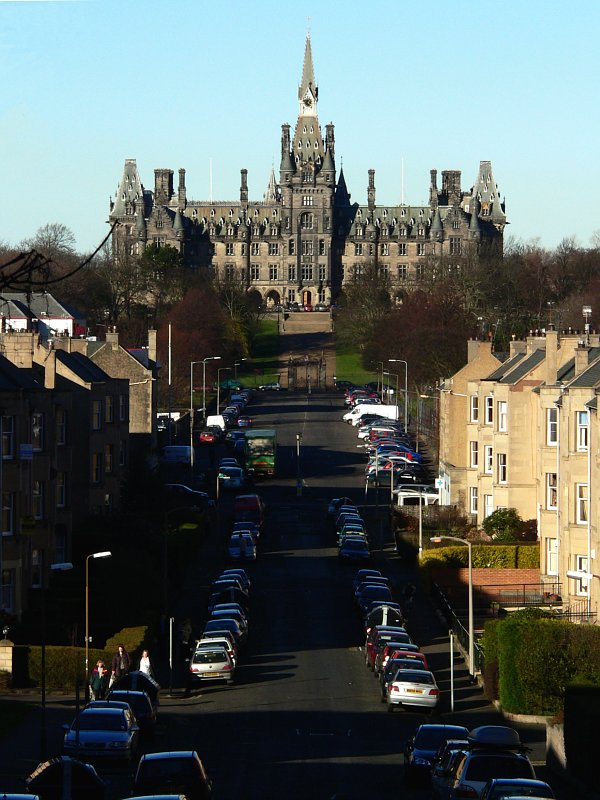
Fettes College, Edinburgh

Die schottische Christianisierung und Schulgeschichte begannen 563 vom Kloster auf der Insel Iona aus, das Kolumban gegründet hatte. Die ältesten schottischen Universitäten wurden im 15. Jahrhundert gegründet: St. Andrews (1413), Glasgow (1451), Aberdeen (1495). Alle größeren Städte hatten im 15. Jahrhundert Grammar schools mit Latein und Leseschulen, wo man in schottischer Sprache lesen lernte. 1496 legte ein Statut allen barons und freeholders auf, ihre ältesten Söhne und Erben in Schulen zu schicken, um Latein zu lernen. In Schottland kam es zu einer früheren Alphabetisierung als in England durch die stärker bildungsorientierte Presbyterianische Kirche. 1560 erschien nach dem schottischen Reformator John Knox das First Book of Discipline, das ein dreistufiges System mit Elementarschule, High School und Universität vorsah. Ein Parlamentsakt 1616 forderte verschärfend, dass jede Pfarrei in Schottland eine Schule haben solle, um auch den Gebrauch der gälischen Sprache zurückzudrängen, die als Hauptursache für den Fortbestand der Barbarei in den Highlands angesehen wurde.
Von 1707 bis 1999 war Schottland eng an die britische Zentralregierung gebunden, die über den Secretary of Scotland und das ihm unterstehende Scotch Education Department auch die Bildung bestimmte, wenn auch die eigenständige schottische Kirche ein Gegengewicht bildete. 1945 wurde der auf England bezogene Butler Act mit der Etablierung eines dreigliedrigen Schulsystems für Schottland bestätigt, das im Alter von 11 Jahren eine Prüfung und Aufteilung der Schüler vorsah. Bekannte schottische Internate sind Gordonstoun, das von der Königsfamilie besucht wird, und das Fettes College in Edinburgh.
Mit dem Sieg von Premier Blair 1997 verband sich die Devolution, darunter die stärkere Aufteilung der Bildungsaufgabe auf die vier britischen Regionen. Seitdem gibt es eigentlich kein einheitliches Schulsystem mehr, auch weil besonders Schottland eine eigenständigere Entwicklung anstrebt.

## Abschnitte und Schularten in England
Im Schulverlauf werden auf bestimmten Altersstufen vier offizielle Prüfungen abgelegt (Key Stage National Curriculum Tests), die vierte führt zum General Certificate of Secondary Education (GCSE). Benotet wird von A* (beste Note) bis G, bzw. U (unbewertbar). Jeder Schüler entscheidet am Ende der neunten Klasse, zu welchen Prüfungen (General Certificate of Secondary Education (GCSE)) er am Ende der 11. Klasse im Alter von etwa 16 Jahren antreten möchte. Englisch, Mathematik und Naturwissenschaft sind Pflichtfächer. Diese Prüfungen werden in acht bis elf einzelnen Fächern abgelegt, wobei sich der Stoff an der zehnten und elften Klasse orientiert und die Vorbereitungen bereits ab der zehnten Klasse beginnen. Dieser Abschluss entspricht in etwa dem deutschen Realschulabschluss oder der Mittleren Reife. Danach kann entschieden werden, ob man eine freiwillige weiterführende Schule besucht, eine Berufsausbildung beginnt oder an der Comprehensive School weitere zwei Jahre bleibt und die sogenannten A-Levels (allgemeine Hochschulreife, vergleichbar dem Abitur bzw. der Matura) macht.
- Sixth Form[15] (Oberstufe) für Schüler der Altersgruppe 16–18. Man macht seine A-Levels (Abitur) in drei bis fünf Fächern eigener Wahl. A-Levels bestehen aus 7 Modulen: 4 AS-Module nach dem ersten Jahr und 3 A2-Module am Ende der Sixth Form. Wenn die Prüfung nicht bestanden wird, gibt es eine Wiederholung. Mit erfolgreichem Abschluss wird das GCE verliehen. Sixth Forms sind oft ein Teil einer Secondary School. In England besucht etwa ein Jahrgangsdrittel diese Stufe.

- College für Schüler der Altersgruppe 16–18. Hier kann man A-Levels ablegen, aber auch den schulischen Teil einer beruflichen Ausbildung absolvieren.
  - City Technology Colleges, in den 1980er Jahren ohne Kontrolle durch die lokale Behörde der Gemeinde durch die Zentralregierung eingerichtet, sind nur wenige verblieben.

Seit 1998 bestehen sechs Haupttypen staatsfinanzierter Schulen in England:
- Academy schools, errichtet durch die Labour-Regierung (1997 bis 2010) anstelle der community schools mit schlechtem Ruf in Wohnbezirken mit ungünstigen Ausgangslagen. Oft begannen sie als Stiftungen mit privaten Mitteln, nur die laufenden Kosten werden von der Zentralregierung übernommen. Als Stiftungsschulen unterliegen sie nicht der lokalen Schulkontrolle und dem National Curriculum und brauchen nicht alle Fächer anzubieten. Die neue Regierung ab 2010 weitete das Academy Programme aus, um überall Schulen unter dem Einfluss des zentralen Department for Education zu haben. Sie unterliegen nicht mehr dem National Curriculum, sondern konzentrieren sich auf die Kernfächer. Inzwischen liegt ihr Anteil bei drei Viertel aller Sekundarschulen.[17] Man spricht von einer „Akademisierung“ der Sekundarschule, obwohl die verringerten Fächer eher das Gegenteil anzeigen.
- Community schools, in denen die lokalen Behörden der Gemeinden das Personal beschäftigen, die Gebäude finanzieren und die Zulassung kontrollieren. Sie sind an das National Curriculum gebunden.
- Free schools, eingeführt im Herbst 2011 durch die konservative-liberale Koalition, sind neu durch Eltern, Lehrer, Wohlfahrtsorganisationen oder Geschäftsleute errichtete Schulen. Sie werden durch Steuern finanziert und sind ohne Beschränkung zu besuchen. Die Löhne und Schulzeiten werden eigenständig festgelegt, das National Curriculum ist nicht bindend.[18]
- Foundation schools, in denen eine Stiftung o. ä. das Personal beschäftigt und die Zulassung überwacht.
- Voluntary Aided schools haben vielfältige Gestalten: Schulen mit konfessionellem Charakter (davon zwei Drittel bei der Church of England, ein Drittel bei der römisch-katholischen Kirche) oder nichtkonfessionelle Schulen wie die der London Livery Companies.
- Voluntary Controlled schools, die sich freiwillig der lokalen Behörde unterstellen, die dafür das Personal bezahlt und die Zulassung kontrolliert.
- University technical colleges (UTCs), seit 2010 eingerichtet durch die konservative-liberale Koalition, sind Sekundarschulen, die von einer Sponsorenuniversität oder der lokalen Wirtschaft getragen werden.

## Schulsystem in Schottland
Das schottische Schuljahr beginnt immer im August und endet Ende Juni. Das neue, ab 2012 eingeführte Curriculum for Excellence folgt nicht mehr dem britischen National Curriculum.

### Pre-school Education
Die Drei- und Vierjährigen durchlaufen eine kostenlose, sogenannte Pre-school Education (Vorschulerziehung). Die Arbeit hier ist eine Zusammenarbeit der lokalen Behörden mit Freiwilligen und Privatleuten. Die Woche umfasst fünf Schultage und jeder Schultag dauert zweieinhalb Stunden. Hierbei unterscheidet sich die Dauer je nach lokaler Behörde.
An den Ein- und Ausgängen werden sogar Windeln verteilt.

### Primary Schools
Vergleichbar mit der Grundschule sind hier Schüler im Alter zwischen 5 und 12 Jahren. Die erste Klasse wird als Primary 1 (p1) bezeichnet und die Zählweise wird dementsprechend fortgesetzt bis zu P 7.

### Secondary Schools
Das schottische Schulsystem ist ein Gesamtschulsystem. Bis in die siebziger Jahre gab es in Schottland drei weiterführende Schulen: Die Grammar School, die Secondary Modern School, und die Technical School. Um mehr Chancengleichheit zu erreichen, wurde dieses System zu Gunsten der Gesamtschule, der Comprehensive School, abgeschafft.
Der Unterricht beginnt um 09:00 Uhr und endet um 15:30 Uhr. Die Schulen sind mit Kantinen oder Schulmensen ausgestattet. Hier werden die Schüler mit Mittagessen (Lunch) versorgt. Die Schulstunden dauern 50 oder 55 Minuten. Die erste Klasse an einer Secondary School wird als S1 (Secondary 1) bezeichnet. Auch hier wird die Zählweise dementsprechend fortgesetzt, also die Bezeichnung der letzten möglichen Klasse S6.
Die meisten Schulen verpflichten die Schüler, Uniformen zu tragen, damit sie gleich gekleidet zum Unterricht erscheinen. In der Regel bestehen Uniformen aus Hemd, Krawatte, einer Stoffhose oder einem Rock, einer Jacke oder einem Pullover.
Nach elf Schuljahren kann man sich entscheiden, ob man die Schule mit dem General Certificate of Secondary Education (GCSE) verlässt und eine Ausbildung beginnt. Die Alternative besteht darin, noch zwei weitere Jahre in der Schule zu verbringen, um das General Certification of Advanced Education (GCE A-Level) zu absolvieren und dadurch die Hochschulzugangsberechtigung zu erlangen.
Das Fächerangebot in einer Secondary School umfasst:
- Mathematics (Maths)
- English
- Science (Naturwissenschaften)

| - Modern Languages – Fremdsprachen: Zur Auswahl stehen - Deutsch, Französisch, Spanisch oder Italienisch - an einigen Schulen Gälisch als „Regionalsprache“ - Chinesisch, Japanisch (abhängig von der Schule) - Classics (abhängig von der Schule) | - Modern Studies – Gemeinschaftskunde - History – Geschichte - Geography - Social Education - Economics - Business | - Religious Education (R. E.) - Technical Education - Information Technology - Physical Education (P. E.) – Sport - Home Economics – Hauswirtschaftsunterricht | - Art - Music - Drama - Media |

Im dritten und vierten Jahr besteht eine größere Möglichkeit für Wahlfächer, wobei Mathematik, Englisch und Naturwissenschaft verpflichtend bleiben.

### Denominational Schools und Independent Schools
Die staatlichen konfessionellen Schulen sind meist römisch-katholisch (über 360). Zu den Privatschulen gehören Public bzw. Independent Schools. Sie verlangen Schulgebühren und sind nicht an das National Curriculum gebunden, aber verpflichtet, die gleichen Prüfungen abzunehmen wie staatliche Schulen. Nur 4 % der Schüler besuchen eine Privatschule.

### Gaelic Medium Schools
Gaelic, Gälisch, ist die alte keltische Sprache Schottlands. Diese wird zusammen mit Englisch an rund 60 primary schools verwendet. Arbeitsaufträge und andere Fächer werden dort in Gälisch unterrichtet. Gleichzeitig gilt es auch als eigenständiges Unterrichtsfach.
In den daran anschließenden secondary schools erfolgt der Unterricht auf die gleiche Weise. Hier gibt es verschiedene Kurse, in die die Schüler ihren Fähigkeiten entsprechend eingeteilt werden.
Zumeist wird Gälisch in Schulen der Highlands unterrichtet. Aber auch an verschiedenen Schulen im Central Belt oder der Midlands ist Gälisch im Lehrplan zu finden.

### Tertiäre Bildung
Schulabsolventen, die keine Universität besuchen, können über 66 weiterführende Bildungseinrichtungen besuchen, um Scottish Vocational Qualifications zu erwerben. Es gibt landwirtschaftliche Colleges, Hochschulen, Kunst- und Handelsschulen sowie wissenschaftlich orientierte Institutionen. In Schottland sind über 80.000 Studenten an solchen Einrichtungen eingeschrieben. Es gibt sieben Lehrerseminare mit ca. 3.000 Studenten. In Schottland gibt es neunzehn Universitäten, von denen vier 1992 aus ehemaligen polytechnischen Hochschulen entstanden, mit 90.000 Studenten.

## Zitate
Das englische Schulsystem ist eines der besten der Welt, wenn man es überlebt! (Peter Ustinov)